# Jamais contente
Jamais contente è un film del 2016 diretto da Emilie Deleuze.